# Michel Carré

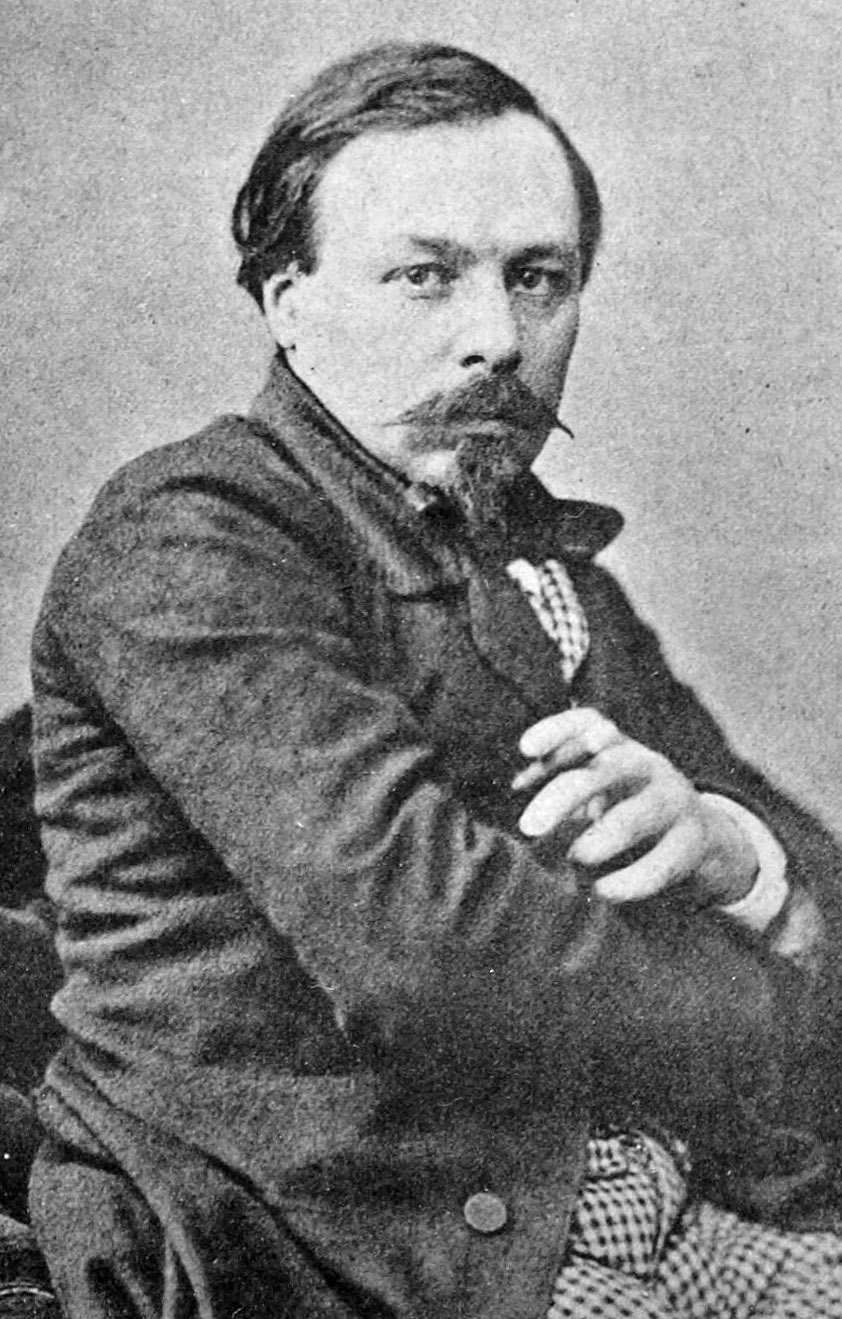
Michel Carré

Michel Antoine Florentin Carré (ur. 20 października 1821 w Besançon, zm. 27 czerwca 1872 w Argenteuil) – francuski librecista.
Do Paryża przyjechał w roku 1840, pragnąc zrobić karierę jako malarz. Wkrótce jednak zaczął pisać wiersze i dramaty, aż wreszcie całkowicie poświęcił się librettom operowym i operetkowym, które tworzył często wraz z Jules’em Barbierem.

## Główne dzieła

### Samodzielnie
- Charles Gounod Mireille 1864

### Z Jules’em Barbierem
- Charles Gounod: Lekarz mimo woli (Le Médecin malgré lui) 1858, Faust 1859, Filemon i Baucis (Philémon et Baucis) 1860, Gołąbka (La Colombe) 1860, Królowa Saby (La Reine de Saba) 1862, Romeo i Julia (Roméo et Juliette) 1867, Polyeucte 1878[1]
- Victor Massé: Galatea (Galathée) 1852, Paweł i Wirginia (Paul et Virginie) 1876
- Giacomo Meyerbeer: Dinora lub Odpust w Ploërmel (Le Pardon de Ploërmel) 1859[2]
- Ambroise Thomas: Psyche (Psyché) 1857, Mignon 1866, Hamlet 1868, Francesca da Rimini (Françoise de Rimini) 1882
- Jacques Offenbach: Opowieści Hoffmanna (Les Contes d'Hoffmann) 1881

### Inni współautorzy
- Georges Bizet: Poławiacze pereł (Les Pêcheurs de perles) 1863, wraz z Eugène'em Cormonem
- Jacques Offenbach: Zaręczyny przy latarniach (Le Mariage aux lanternes) 1857, wraz z Léonem Battu[3]